# Theo de Groot (acteur)
Theo de Groot (Meppel, 4 september 1944) is een Nederlands acteur. Hij studeerde in 1972 af aan de Toneelschool Amsterdam. Ook heeft hij een jaar gestudeerd bij Allan Miller in New York. 

## Filmografie
- 1971 - Familie Werner auf Reisen - Henk Williams
- 1974 - Waaldrecht - Hans de Bruin
- 1975 - Amsterdam 700 - Frederik Persijn
- 1979 - Een vrouw als Eva - oom
- 1980 - De nieuwe Mendoza - Prins Tandi
- 1989 - Parallax - Sir William Crookes
- 1990 - De Brug - Heberlé
- 1990 - In de Vlaamsche pot -  Leo (Therapeut)
- 1991 - Spijkerhoek - Pieter Jansen (1991-1993)
- 1991 - Medisch Centrum West - Mark Smit (1988) / Gerard Meeuwis (1991)
- 1992 - Sjans - Harry
- 1992 - Bureau Kruislaan - Meneer Hartog
- 1993 - Diamant - Leo van Loon
- 1996 - Fort Alpha - Huub
- 1997 - Baantjer - Joop Stalknecht
- 1999 - Goudkust - Norbert Zwaardman
- 2000 - Baantjer - Edwin Schipper
- 2000 - Westenwind - Hans van Swieten
- 2001 - Spangen - Banning
- 2002 - Russen - Dr. Casper Tjalling
- 2003 - Gemeentebelangen - Evert-Jan
- 2004 - De Erfenis - Pieter Rooyman
- 2008 - Gooische Vrouwen - Dokter van Martin Morero
- 2010 - Anubis en de Vijf van het Magische Zwaard - Vader Raphael
- 2011 - Bobo - De buurman
- 2012, 2013 - Flikken Maastricht - Korpschef